# Lucius Quinctius Flamininus
Pour les articles homonymes, voir Quinctius Flamininus.
Sauf précision contraire, les dates de cet article sont sous-entendues « avant l'ère commune » (AEC), c'est-à-dire « avant Jésus-Christ ».
Lucius Quinctius Flamininus est un homme politique de la République romaine.
Il fut en 201 édile curule et 199 préteur. À partir de l'année suivante, il fut légat de son frère Titus Quinctius Flamininus, qui commandait les troupes romaines à la bataille de Cynoscéphales contre Philippe V de Macédoine. Il assiégea Érétrie et, en 197, participa à la négociation de son frère avec le tyran spartiate Nabis. Au cours des années suivantes il commanda, dans les eaux grecques, la flotte romaine avec laquelle il transporta en 194 l'armée d'Italie. Consul en 192 il se battit dans le nord de l'Italie et les années suivantes fut de nouveau légat dans la guerre contre le souverain séleucide Antiochos III.
En 184 av. J.-C., il est déposé du Sénat par le censeur Caton l'Ancien, pour sa mauvaise conduite lors de son consulat. Il lui est reproché, entre autres, d’avoir tué un Gaulois Boïen qui était venu, comme transfuge, se mettre sous sa protection et celle du peuple romain. Flamininus aurait agi ainsi pour charmer son amant nommé Philippe le Carthaginois. Celui-ci se plaignait d’avoir manqué un combat de gladiateur pour suivre Flamininus. Aussi, Flamininus, pour se faire pardonner, lui demanda s’il voulait voir mourir ce Gaulois et devant l’assentiment amusé de Philippe, Flamininus frappa de son épée le transfuge à la tête et au côté, et ce devant témoins. Cette déposition de Flamininus faisait partie de la lutte entre les Scipio et leurs adversaires menés par Caton.
Valère Maxime le mentionne en parlant du privilège remontant aux premiers temps de la République romaine d'occuper au théâtre une place dominante et réservée. À l'instigation des censeurs Caton et Lucius Valerius Flaccus, il fallut désormais l'autorisation du Sénat.